# 안드레스 오페르
안드레스 오페르(에스토니아어: Andres Oper, 1977년 11월 7일 탈린 ~ )는 에스토니아의 전 축구 선수이자 현 축구 지도자로 선수 시절 포지션은 공격수였으며 현재 에스토니아 축구 국가대표팀의 수석 코치로 활동하고 있다. 또한 에스토니아 대표팀의 일원으로 국제 A매치 134경기 38득점을 터뜨리면서 역대 에스토니아 선수 가운데 최다 득점 기록을 보유하고 있다.

## 수상

### 클럽
플로라 탈린
- 메이스트릴리가 3회 우승 (1994–95, 1997–98, 1998), 2회 준우승 (1995–96, 1996–97)
- 에스토니아 컵 2회 우승 (1995, 1998)
- 에스토니아 슈퍼컵 1회 우승 (1998), 1회 준우승 (1999)

올보르 BK
- 덴마크 컵 1회 준우승 (2000)

로다 JC
- KNVB컵 1회 준우승 (2008)

### 개인
- 에스토니아 올해의 축구 선수 3회 선정 (1999, 2002, 2005)
- 에스토니아 실버볼 2회 수상 (2001, 2005)